# Цвігун Тетяна Омелянівна
Тетяна Омелянівна Цвігун (нар. 17 листопада 1951, Мелешків, Гайсинський р-н, Вінницька обл.) — директорка Вінницького обласного центру народної творчості (1999), Заслужений працівник культури України (2002).

## Життєпис
Тетяна Цвігун народилася в селі Мелешків Гайсинського району Вінницької області.
У 1975 році закінчила Київський державний інститут культури імені О. Корнійчука, за спеціальністю клубний працівник вищої категорії, керівник самодіяльного хорового колективу.
Трудову діяльність розпочала у цьому ж році на посаді методиста по репертуару Вінницького обласного будинку народної творчості.
У 1984 році стала завідувачкою методичним кабінетом Вінницького обласного науково-методичного центру культури і мистецтв, а з 1996 року виконувала обов'язки завідувачки відділом музично-театрального мистецтва Вінницького обласного центру народної творчості.
З 1997 року — заступник директора Вінницького обласного центру народної творчості, а з 21 грудня 1999 року — директорка цього ж закладу.
Багаторічний досвід роботи в галузі культури Тетяна Цвігун спрямовує на відродження і розвиток народного мистецтва, збереження першоджерел витоків народної культури та аматорського мистецтва.

## Відзнаки та нагороди
Нагороджена Грамотою Президента України, знаком «За багаторічну працю в галузі культури» Міністерства культури і мистецтв України, іменним годинником та Подяками Київського міського голови «За активну участь у зміцненні дружніх зв'язків між Вінниччиною та столицею України — містом Києвом» (2001—2003 рр.), Подільська літературно-мистецька премія «Кришталева вишня» у номінації «Літературні дослідження, краєзнавство, громадська, літературна, видавнича та культурно-просвітницька діяльність, переклади» (2004 р.), Переможець конкурсу «Людина року-2004» в номінації «Діяч культури і мистецтв» (2004), Занесена на Дошку пошани Вінниччини «Праця і звитяга вінничан» (2005), Почесна грамота Міністерства культури і туризму України (2006, 2009 рр.),
Орден Княгині Ольги ІІІ ступеню (2009), Почесна відзнака Національної спілки майстрів народного мистецтва «За збереження традиційної культури» (2009), За результатами Всеукраїнської рейтингової програми «Портрети сучасниць» ім'я Т. О. Цвігун  занесено в книгу «Портрети сучасниць» (2010 р.), Почесна відзнака Вінницької обласної ради та облдержадміністрації «За заслуги перед Вінниччиною» (2013), За поданням Вінницької обласної ради відзначена цінним подарунком Верховної Ради України (2017 р.), Медаль «За збереження національних традицій» від Громадської організації «Всеукраїнське об'єднання громадян „Країна“» (2018 р.).
Неодноразово нагороджувалася Почесними грамотами, подяками та дипломами  Вінницького обласного управління культури і туризму, Вінницької обласної ради, Вінницької облдержадміністрації, Міністерства культури України, УКЦД та Національної спілки майстрів народного мистецтва України.